# イヤだなんて言わせない
『イヤだなんて言わせない』（イヤだなんていわせない）は、七島佳那による日本の漫画作品。『Sho-Comi』（小学館）にて、2010年18号から2011年2号まで掲載された。単行本は全2巻。

## 概要
サブタイトルは「Heart Panic☆」で、タイトルの略称は「イヤなん」。
この略称は作者が連載開始時に自身のブログにてファンに募集した結果、決まったものである。
また4話目の扉絵では、初めてピンで男の子のキャラを描いた作品であると語っている。

## ストーリー
主人公長谷川杏は夏休みのアルバイト中、幼馴染で年下の森山玲一と数年ぶりに再会する。
そんな中、付き合うなら年上か同い年と決めていた杏に玲が告白。恋愛初心者で突然のことに動揺していた杏だが、次第に二人は付き合い始めることに。
しかし杏に初めてナンパをした人物、馬場和哉が邪魔をしたりと、年下の玲との交際は簡単にはうまくいかなくて...?

## 登場人物
長谷川杏（はせがわ あんず）
通称「杏（あん）」。高校2年生の女の子。顔は可愛いが自覚なし。年下の玲と付き合うことに...。
森山玲一（もりやま れいいち）
通称「玲（れい）」。中学3年生で美形の男の子。付き合うことになったが、杏より年下なのを気にしている。小さい頃から杏のことが大好きだった。
馬場和哉（ばば かずや）
頭が良く、杏と同学年で同じ学校へ通っている。当初はお互い同じ学校に通っていることは知らず、杏にナンパをする。杏に好意をもっている。
愛美（まなみ）
杏と和哉と同じ高校に通っており、杏の友達。杏とは違って恋愛経験豊富な女の子。
みかん
杏が飼っているメスのアヒル。羽根の下に杏の家の鍵を隠している。名前の由来は、主人公の杏の読みが「あんず」なので、果実繋がりで「みかん」となった。

## 番外編
- イヤだなんて言わせない 番外編Side玲一（2010年『Sho-Comi』増刊10月15日号掲載）